# ویکسبورگ (آلاباما)
ویکسبورگ (به انگلیسی: Wicksburg) یک منطقهٔ مسکونی در ایالات متحده آمریکا است که در آلاباما واقع شده‌است. ویکسبورگ ۹۲٫۹۷ متر بالاتر از سطح دریا واقع شده‌است.